# 創造技術修士（専門職）
創造技術修士（専門職）（そうぞうぎじゅつしゅうし せんもんしょく）は、産業技術・ものづくり分野の学位のこと。専門職学位の一つ。英称は、Master of Technology in Innovation for Design and Engineering 。産業技術分野の専門職大学院、東京都立産業技術大学院大学の創造技術専攻修了者に授与する代表的な学位名称を指す。

## 特徴
１、創造（Innovation）のために産業技術に関する内容と合わせ、デザイン（Design）、工学（Engineering）に関する科目の履修が求められている。
２、技術経営（Management of Technology：MOT）に関する履修を含んでいる。

## 履修内容
- ものづくりアーキテクト概論
- グローバルコミュニケーション特論
- 工業デザイン材料特論
- 技術経営特論
- イノベーション戦略特論
- 人間中心デザイン特論
- デザインマネジメント特論
- プロダクトデザイン特論
- 価値デザイン特論
- デザインシステム計画特論
- コミュニケーションデザイン特論
- デジタルデザイン実習
- デザイン表現実習
- 造形デザイン特別演習
- プロダクトデザイン特別演習
- トランスポーテ—ションデザイン特別演習
- 設計工学特論
- プロトタイピング工学特論
- 創造設計特論
- チーム設計試作特別演習
- コンセプトデザイン特論

## 授与大学

### 創造技術修士（専門職）
- 東京都公立大学法人 東京都立産業技術大学院大学